# نماغرد
نماغرد (بالفارسية: نماگرد) هي قرية تقع في قسم ورزق الجنوبي الريفي في إيران. يقدر عدد سكانها بـ 634 نسمة بحسب إحصاء 2016.